# Qingshitan
Qingshitan (kinesiska: 青狮潭乡, 青狮潭) är en socken i Kina. Den ligger i den autonoma regionen Guangxi, i den södra delen av landet, omkring 360 kilometer nordost om regionhuvudstaden Nanning.
Genomsnittlig årsnederbörd är 2 379 millimeter. Den regnigaste månaden är juni, med i genomsnitt 483 mm nederbörd, och den torraste är oktober, med 58 mm nederbörd.